# Panicum gilvum
Panicum gilvum är en gräsart som beskrevs av Georg Oskar Edmund Launert. Panicum gilvum ingår i släktet vipphirser, och familjen gräs. IUCN kategoriserar arten globalt som livskraftig. Inga underarter finns listade i Catalogue of Life.

## Bildgalleri

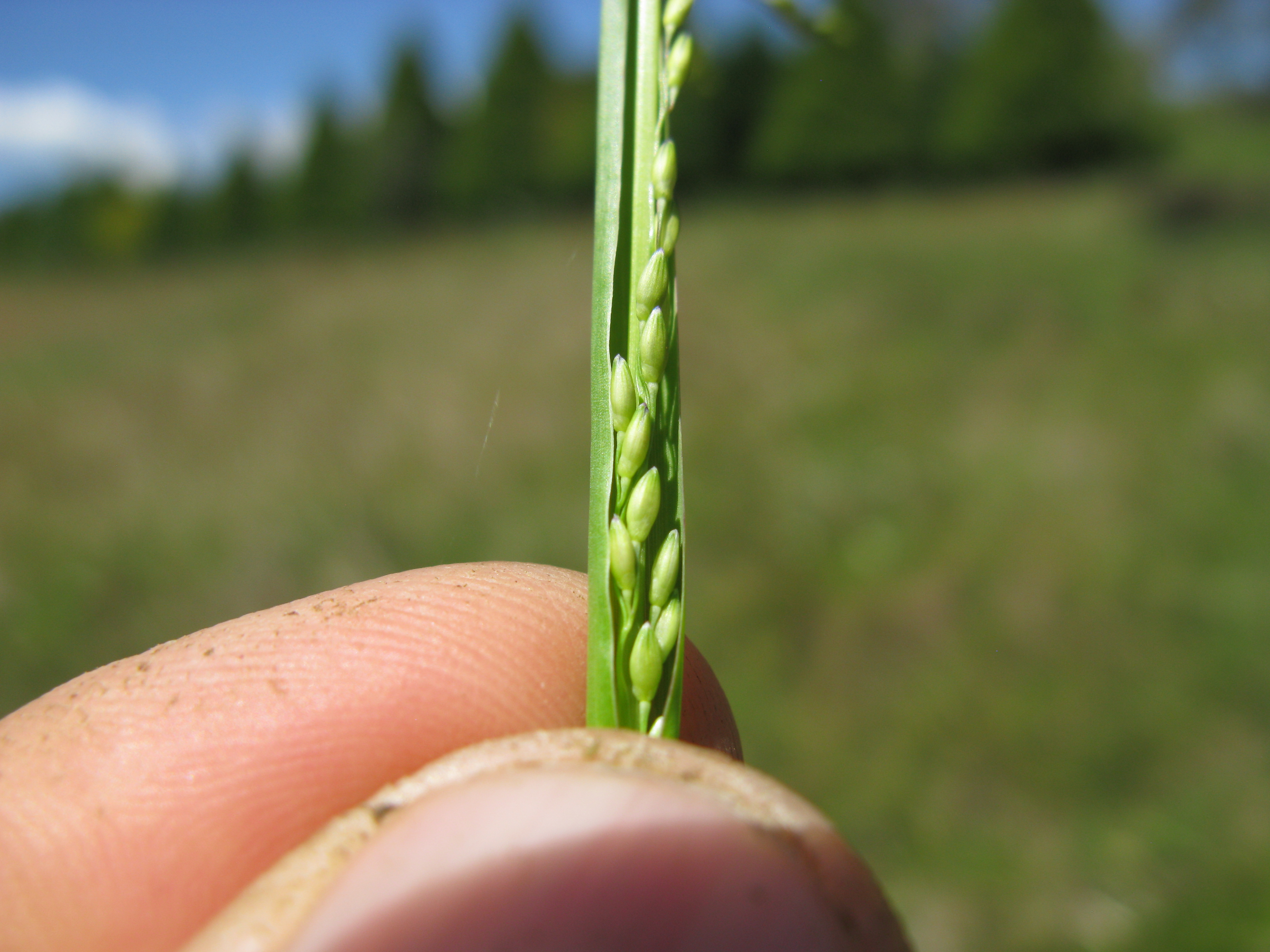